# マウント・レーニア・シーニック・レイルロード
マウント・レーニア・シーニック・レイルロード(英:The Mt. Rainier Scenic Railroad、略称:MRSR)は、米国ワシントン州のエルブとミネラルを結ぶ保存鉄道である。
この鉄道はレーニア山の南の深い森の中を抜けるように敷設されている。軌間は標準軌の1,435 mmである。

## 歴史
1887年にハートブラザーズが短距離の914ミリ(3フィート)幅のナローゲージを敷設した。1890年に標準軌の6マイル(約9.6キロメートル)の鉄道となった。1900年に現在の路線となる。

## 路線と駅

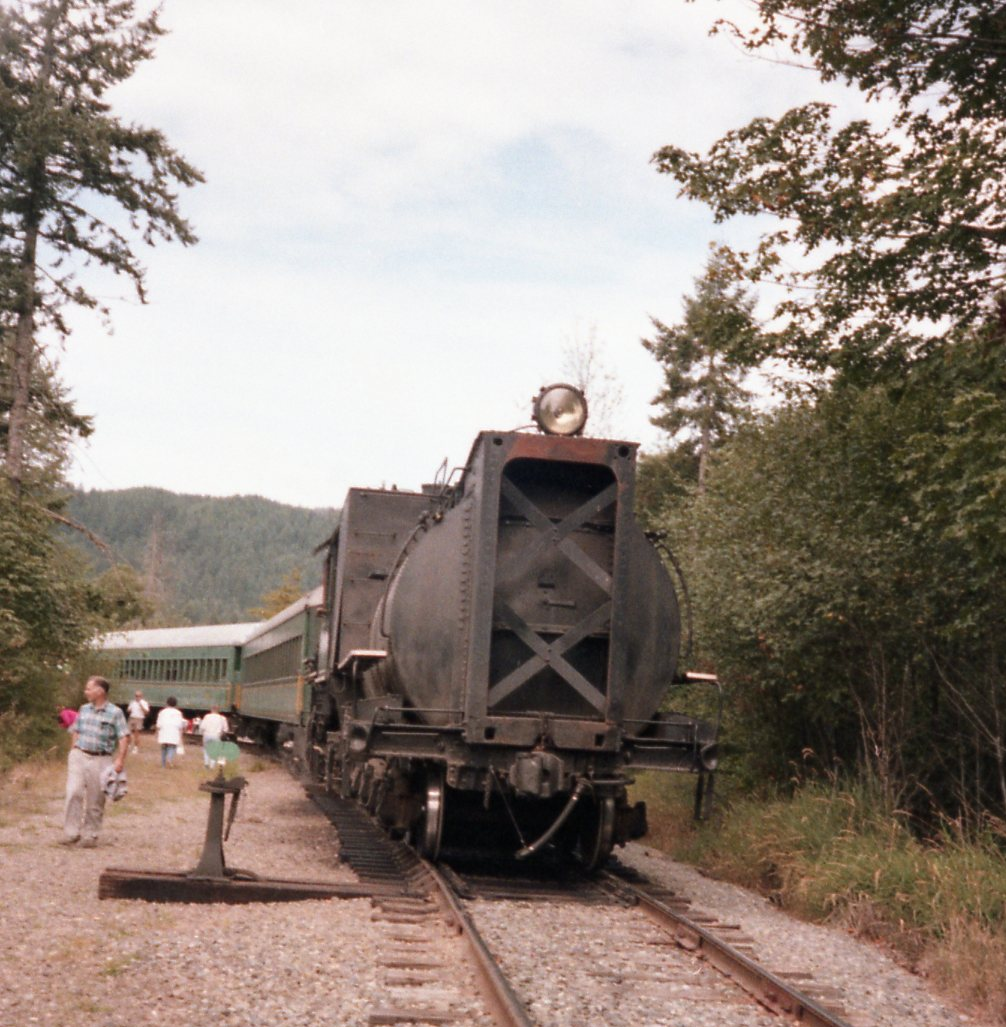
ディーポに停車中の蒸気機関車。機関車番号はNo.5 。もともとはオレゴン州カールトン海岸鉄道のために建造された。ポーター社で製造された最も大きな機関車のひとつ

始点のエルブとミネラルの2駅間、約7マイル(約11.2キロメートル)が運行されている。
始点のエルブには、チケット売り場、ギフトショップなどがあり、乗り場近くには米国で2番目に古い教会がある。終点のミネラルには、この鉄道に関する博物館がある。

## アクセス
シアトル国際空港からレンタカー利用で約2時間